# Czerwiec 2015

## 30 czerwca
- Co najmniej 113 osób zginęło w Indonezji, gdy wojskowy samolot transportowy Hercules C-130 rozbił się w dwie minuty po starcie nad dzielnicą mieszkalną Medanu na północy Sumatry. (wp.pl)
- Państwo Islamskie przyznało się do zamachu w Jemenie. W ataku bombowym w stolicy zginęło co najmniej 28 osób. (wp.pl)
- Do 33 wzrosła liczba ofiar śmiertelnych wirusowego schorzenia dróg oddechowych MERS w Korei Południowej. (wp.pl)

## 29 czerwca
- Rakieta Falcon 9, z ładunkiem dla Międzynarodowej Stacji Kosmicznej eksplodowała wkrótce po starcie z bazy wojsk lotniczych USA na przylądku Canaveral na Florydzie. (wp.pl)
- Premier Izraela Binjamin Netanjahu zapowiedział budowę muru długości 30 km wzdłuż granicy z Jordanią, na wschód od znanego kurortu Ejlat. Budowa ta ma stanowić ważny element bezpieczeństwa narodowego. (wp.pl)

## 28 czerwca
- Po ataku terrorystów z Państwa Islamskiego, w którym zginęło ok. 40 osób, rząd tunezyjski postanowił zamknąć około 80 meczetów znajdujących się w rękach salafitów. (onet.pl)
- Zakończyła się, rozgrywana w Baku, pierwsza edycja igrzysk europejskich (baku2015.com)

## 27 czerwca
- Do 67 wzrosła liczba śmiertelnych ofiar trzech zamachów, do których doszło w piątek we Francji, Tunezji i Kuwejcie. (wp.pl)
- Już 1233 osoby zmarły na skutek fali upałów w Karaczi na południu Pakistanu. Z powodu udaru cieplnego od 20 czerwca hospitalizowano w Karaczi 65 tys. ludzi. (onet.pl)
- 509 osób zostało rannych, w tym blisko 190 ciężko, w wyniku pożaru, który wybuchł w parku rozrywki w Nowym Tajpej na Tajwanie. (wp.pl)

## 26 czerwca
- 25 osób zginęło, a 202 zostały ranne w zamachu na szyicki meczet w Kuwejcie. Do zamachu przyznało się Państwo Islamskie. (wp.pl)
- Co najmniej 27 osób zginęło w zamachu na plaży w tunezyjskim mieście Susa, ostrzelanej przez dwóch napastników. Wśród ofiar są zagraniczni turyści. (wp.pl)
- Dziewięć osób zginęło w katastrofie małego samolotu turystycznego na Alasce. Wrak maszyny został odnaleziony u podnóży klifu na południowy wschód od miasta Anchorage. (wp.pl)
- Ulewne deszcze monsunowe stały się przyczyną śmierci co najmniej 81 osób w stanie Gudźarat na zachodzie Indii. Prawie 9 tys. ludzi ewakuowano z obszarów zagrożonych powodziami. (onet.pl)
- Sąd Najwyższy Stanów Zjednoczonych zalegalizował małżeństwa osób tej samej płci w całym kraju (Gazeta Prawna)
- Ok. 25 tys. ludzi przeszło ulicami stolicy Hondurasu, domagając się ustąpienia prezydenta Juana Orlando Hernándeza, oskarżanego o korupcję. (onet.pl)

## 24 czerwca
- Co najmniej 1000 osób zmarło w Pakistanie z powodu fali upałów. (onet.pl)
- Analizując nagrania stad goryli w Rwandzie, badacze z Niemiec i USA odkryli, że wśród samców opieką nad potomstwem najbardziej interesują się osobniki alfa (pap.pl).
- Portal WikiLeaks poinformował, że Agencja Bezpieczeństwa Narodowego podsłuchiwała trzech prezydentów Francji, powołując się na tajne raporty wywiadowcze i dokumenty techniczne. (wp.pl)

## 23 czerwca
- Do ponad 450 wzrosła liczba śmiertelnych ofiar potwornych upałów, których fala przetoczyła się w ciągu ostatnich dni przez Pakistan. (onet.pl)
- W Bośni i Hercegowinie oraz we Francji aresztowano 15 członków siatki handlarzy ludźmi, którzy zmuszali bośniackie kobiety i dzieci do kradzieży i żebrania w wielu francuskich miastach. (onet.pl)

## 22 czerwca
- Ponad 180 osób zmarło w ciągu kilku dni w Pakistanie, w wyniku upałów dochodzących do 45 °C. (rp.pl, onet.pl)
- Zamachowiec samobójca wysadził się w powietrze przed gmachem afgańskiego parlamentu w Kabulu, a kilku uzbrojonych napastników ostrzelało gmach zmuszając deputowanych do ewakuacji. Policja zabiła sześciu napastników. (wp.pl)
- Obrazy autorstwa Adolfa Hitlera zostały sprzedane na aukcji w Norymberdze za 391 tys. euro. Najwyższą cenę, 100 tys. euro, uzyskała akwarela przedstawiająca zamek Neuschwanstein w Bawarii. (wp.pl)
- W wypadku lotniczym zginął James Horner, amerykański kompozytor muzyki filmowej, m.in. do Titanica, za którą otrzymał Oscara i Złoty Glob. (gazeta.pl)

## 21 czerwca
- Co najmniej 140 osób zatrzymała słowacka policja po antyimigranckim marszu w Bratysławie. Uczestnicy marszu protestowali przeciwko propozycji Komisji Europejskiej dotyczącej rozmieszczenia w krajach unijnych 40 tys. imigrantów. (wp.pl)
- Setki tysięcy osób manifestowały w Rzymie w obronie tradycyjnej rodziny i przeciwko ideologii gender. (wp.pl)
- Liczba śmiertelnych ofiar zatrucia skażonym alkoholem w Bombaju wzrosła do 94 osób. (onet.pl)
- Dżihadyści z Państwa Islamskiego zaminowali starożytne miasto Palmyra, w środkowej Syrii, gdzie zachowały się m.in. ruiny monumentalnych budowli. (onet.pl)
- 8 tys. Greków protestowało w Atenach przeciwko dalszym cięciom budżetowym, m.in. zmniejszeniu emerytur. Demonstranci domagali się od rządu nieustępliwości w negocjacjach z wierzycielami Grecji. (wp.pl)

## 20 czerwca
- Mężczyzna za kierownicą samochodu terenowego szalał po centrum Grazu w południowo-wschodniej Austrii, w wyniku czego zabił trzy osoby i ranił kolejne 34. Sprawcę ostatecznie zatrzymano. (wp.pl)
- Co najmniej 18 osób zginęło w rezultacie lawin ziemnych, powodzi i wyładowań atmosferycznych towarzyszących ulewnym deszczom, które przeszły przez południowe prowincje Chin. (wp.pl)
- Uzbrojeni islamiści z Asz-Szabab w ataku na posterunek policji w pobliżu stolicy Somalii zabili co najmniej ośmiu policjantów. (onet.pl)
- Bomba podłożona przy drodze w prowincji Helmand, na południu Afganistanu, zabiła co najmniej 14 osób. (wp.pl)

## 19 czerwca
- Do 33 wzrosła liczba osób, które zmarły w Bombaju, na zachodzie Indii, po wypiciu skażonego alkoholu. (tvn24.pl)
- Wybory parlamentarne w Danii wygrał opozycyjny Sojusz centroprawicy, w skład którego wchodzą m.in. Duńska Partia Liberalna i Duńska Partia Ludowa. (tvn24.pl)

## 18 czerwca
- Aleksandra Zemke zdobyła nagrodę World Summit Youth Award, przyznawaną najlepszym projektom wykorzystującym internet i nowe technologie do wspierania wyznaczonych przez ONZ Milenijnych Celów Rozwoju. (onet.pl)
- Ponad 20 mln opakowań sfałszowanych leków zostało skonfiskowanych w czasie zakrojonej na szeroką skalę wspólnej operacji policyjnej w 115 krajach. (onet.pl)

## 17 czerwca
- Około 70 osób zmarło na południu Nigerii po wypiciu lokalnego ginu zwanego ogogoro, który został wyprodukowany metodą chałupniczą z soku z rafii, rodzaju palmy oraz zawierał toksyczny metanol. (wp.pl)
- 31 osób zginęło, a dziesiątki zostało rannych w serii wybuchów w szyickich meczetach oraz w jednym z budynków w stolicy Jemenu. (onet.pl)
- Palestyński rząd jedności Ramiego Hamd Allaha złożył dymisję na ręce prezydenta Mahmuda Abbasa. (wp.pl)
- Węgierski rząd zdecydował o zamknięciu granicy z Serbią ze względu na napływ nielegalnych imigrantów. Podjęto także decyzję o rozpoczęciu budowy czterometrowego ogrodzenia wzdłuż 175-kilometrowej granicy. (onet.pl)
- Zmarła Jeralean Talley – amerykańska superstulatka będąca w momencie poprzedzającym śmierć najstarszą żyjącą osobą na świecie. Po jej śmierci najstarszą żyjącą, zweryfikowaną osobą na świecie została Susannah Mushatt Jones. (myfoxdetroit.com, onet.pl)
- W pożarze Domu Pomocy Społecznej w Wadowicach zginęła jedna osoba. (dziennik.pl)

## 16 czerwca
- Do 19 wzrosła w Korei Południowej liczba ofiar śmiertelnych epidemii wirusa MERS. (wp.pl)
- Al-Ka’ida potwierdziła, przywódca organizacji Nasser al-Jemeni Wahiszi w Jemenie zginął w ataku amerykańskiego drona. (onet.pl)
- W finale koszykarskiej ligi NBA Golden State Warriors pokonali 4:2 Cleveland Cavaliers. Najbardziej wartościowym graczem finałów został wybrany Andre Iguodala (sport.pl)

## 15 czerwca
- Pożar strawił konstrukcję dachu neogotyckiej bazyliki w Nantes we Francji. Z ogniem walczyło ponad 70 strażaków. (wp.pl)
- Białoruś i Chiny rozpoczęły wspólne manewry antyterrorystyczne o kryptonimie „Szybki orzeł 2015”, które potrwają do 27 czerwca. (onet.pl)
- Serbska policja zatrzymała prawie 40 policjantów i celników pod zarzutem korupcji i nadużycia stanowiska. (onet.pl)
- W finale hokejowej ligi NHL Chicago Blackhawks pokonali 4:2 Tampa Bay Lightning. Najbardziej wartościowym graczem fazy play-off wybrano Kanadyjczyka Duncana Keitha (sport.pl)

## 14 czerwca
- W wyniku powodzi spowodowanej ulewnymi deszczami w Tbilisi zginęło 15 osób. (tvnmeteo.tvn24.pl)

## 13 czerwca
- 11 funkcjonariuszy irackich sił bezpieczeństwa zginęło w serii zamachów samobójczych w rejonie miasta Bajdżi na północ od Bagdadu. (onet.pl)
- Do 14 osób wzrosła w Korei Południowej liczba ofiar śmiertelnych epidemii wirusa MERS. (onet.pl)
- Ulicami miasta Juigalpa w Nikaragui przeszła wielotysięczna demonstracja przeciwników budowy kanału między Oceanem Atlantyckim i Spokojnym. (wp.pl)
- Szwedzki książę Karol Filip Bernadotte poślubił modelkę Sofię Hellqvist w Kaplicy Królewskiej na Zamku Królewskim w Sztokholmie. (tvn24.pl)
- Była premier Hanna Suchocka otrzymała w sobotę w Bratysławie z rąk prezydenta Słowacji Andreja Kiski międzynarodową nagrodę św. Wojciecha, przyznawaną za zasługi dla pokoju, wolności i współpracy w Europie. (wp.pl)

## 12 czerwca
- 17 osób zginęło, a co najmniej 23 zostały ranne w stanie Radżastan w północno-zachodnich Indiach, gdy trakcja elektryczna spadła na autobus wiozący weselników. (onet.pl)
- Uzbrojeni napastnicy zajęli konsulat Tunezji w stolicy Libii i porwali 10 pracowników placówki. (wp.pl)
- Dick Costolo po niemal 5 latach zrezygnował z funkcji dyrektora wykonawczego serwisu społecznościowego Twitter. Od 1 lipca mikroblogiem pokieruje jeden z jego założycieli Jack Dorsey. (wp.pl)
- W Baku odbyła się uroczystość otwarcia I Igrzysk Europejskich (olimpijski.pl)

## 11 czerwca
- W wieku 93 lat zmarł Christopher Lee, brytyjski aktor i wokalista. (wp.pl)

## 10 czerwca
- Janusz Daszczyński został wybrany przez radę nadzorczą na funkcję prezesa Zarządu Telewizji Polskiej S.A. (polska.newsweek.pl)

## 9 czerwca
- W Peru zginęło 17 osób, a wiele zostało rannych po tym, jak samochód ciężarowy przewożący dzieci w wieku szkolnym zsunął się do wąwozu w Andach. (wp.pl)
- 4 osoby zginęły, a 12 zostało rannych w wyniku pożaru bazy paliwowej w okolicach Wasylkowa na południe od stolicy Ukrainy. (wp.pl)
- Prezydent Turcji Recep Tayyip Erdoğan przyjął dymisję rządu premiera Ahmeta Davutoglu, w związku z tym, że w wyborach 7 czerwca rządząca Partia Sprawiedliwości i Rozwoju straciła większość parlamentarną. (onet.pl)
- W wypadku samochodowym w wieku 78 lat zmarł Igor Kostin, ukraiński fotograf i autor słynnego zdjęcia zniszczonej elektrowni czarnobylskiej. (wp.pl)

## 8 czerwca
- W epidemii wirusa MERS w Korei Południowej zmarło sześć osób, a 87 jest zarażonych. (wp.pl)
- W Paryżu rozpoczął się proces 15 członków islamistycznej organizacji Forsane Alizza, podejrzewanych o przygotowywanie ataków pod przykrywką działalności mającej na celu walkę z islamofobią. (onet.pl)

## 7 czerwca
- W Turcji odbyły się wybory parlamentarne, w których zwyciężyła Partia Sprawiedliwości i Rozwoju zdobywając 41% głosów. Druga była Republikańska Partia Ludowa (25% głosów), natomiast trzecia Partia Narodowego Działania (16,5% głosów). (wp.pl)
- Amerykanka Serena Williams oraz Szwajcar Stan Wawrinka zwyciężyli w rywalizacji singlistów podczas drugiego tegorocznego wielkoszlemowego turnieju tenisowego French Open. (Sportowe Fakty: 1, 2)
- Brytyjczyk Bradley Wiggins ustanowił w Londynie kolarski rekord świata w jeździe godzinnej – 54 kilometry i 526 metrów (Sport.pl)

## 6 czerwca
- 16 osób zginęło w wybuchu bomby na targu bydła w stanie Borno na północnym wschodzie Nigerii. (onet.pl)
- Do 396 wzrosła liczba ofiar śmiertelnych katastrofy statku pasażerskiego, który 1 czerwca zatonął na rzece Jangcy. 46 osób uznano za zaginione. (wp.pl)
- 33 osoby zostały ranne w wyniku uderzenia trzech piorunów podczas festiwalu muzycznego Rock am Ring, który odbywał się na lotnisku w Mendig, na zachodzie Niemiec. (wp.pl)
- 25 turystów zostało rannych w dwóch eksplozjach na promie łączącym indonezyjskie wyspy Bali i Lombok. (wp.pl)
- Podczas zawodów IAAF Race Walking Challenge w hiszpańskim mieście A Coruña Chinka Liu Hong ustanowiła wynikiem 1:24:38 rekord świata w chodzie na 20 kilometrów. (iaaf.org)
- W rozegranym na Stadionie Olimpijskim w Berlinie finale piłkarskiej Ligi Mistrzów FC Barcelona pokonała 3:1 Juventus F.C. (sport.pl)
- W wieku 86 lat zmarł Pierre Brice, francuski aktor i piosenkarz. (onet.pl)

## 5 czerwca
- Ok. 100 cywilów zginęło w nalotach przeprowadzonych przez syryjskie siły rządowe na północy i północnym zachodzie kraju. (wp.pl)
- Dwóch ludzi zginęło, a ponad 100 zostało rannych w wyniku dwóch eksplozji na wiecu przedwyborczym prokurdyjskiej Ludowej Partii Demokratycznej w Diyarbakir w południowo-wschodniej Turcji. (wp.pl)
- W Malezji na wyspie Borneo wystąpiło trzęsienie ziemi o sile 6 stopni w skali Richtera, w wyniku którego zginęło 11 osób, a osiem uważa się za zaginione. Epicentrum znajdowało się na głębokości 10 km, w pobliżu szczytu Kinabalu. (wp.pl)
- Parlament Mauritiusa wybrał na prezydenta dr Ameenah Gurib-Fakim, 56-letnią specjalistkę w dziedzinie bioróżnorodności. Jest to pierwsza kobieta prezydent w tym kraju. (wp.pl)

## 4 czerwca
- Łącznie 150 osób zginęło w stolicy Ghany w pożarze na stacji benzynowej oraz w podtopieniach wywołanych ulewnymi deszczami. Prezydent John Dramani Mahama ogłosił trzydniową żałobę narodową. (wp.pl)
- Do 65 wzrosła liczba ofiar śmiertelnych katastrofy statku pasażerskiego, który 1 czerwca zatonął na rzece Jangcy. (wp.pl)
- Nowym prezydentem Łotwy został wybrany Raimonds Vējonis, dotychczasowy minister obrony. Za jego kandydaturą opowiedziało się 55 deputowanych łotewskiego parlamentu, przeciw było 42, jeden głos był nieważny. (polskieradio.pl)
- Metropolita Makary został wybrany następcą zmarłego metropolity Metodego i nowym zwierzchnikiem niekanonicznego Ukraińskiego Autokefalicznego Kościoła Prawosławnego. (ekumenizm.pl)

## 3 czerwca
- Pięć osób zginęło w katastrofie małego samolotu, który rozbił się na autostradzie łączącej stolicę Meksyku z jej przemysłowymi przedmieściami. (wp.pl)
- Korea Południowa przeprowadziła z sukcesem testy budowanych w kraju dwóch rakietowych pocisków balistycznych, które mogą razić cele na całym terytorium Korei Północnej. (wp.pl)

## 2 czerwca
- Prezydent FIFA Sepp Blatter poinformował na konferencji prasowej, że podał się do dymisji. (wp.pl)

## 1 czerwca
- W eksplozji cysterny na zatłoczonym przystanku autobusowym w mieście Awka, stolicy stanu Anambra w Nigerii, poniosło śmierć 69 osób, a ok. 30 trafiło do szpitala z silnymi poparzeniami. (onet.pl)
- W ataku samobójczym niedaleko Samarry W Iraku zginęło 45 policjantów i żołnierzy, a 33 osoby zostały ranne. (wp.pl)
- W Nowej Zelandii nad Zatoką Otago miało miejsce trzęsienie ziemi o sile 4,7 stopni w skali Richtera. Epicentrum znajdowało się 30 km od miasta Dunedin. (wp.pl)
- W Pekinie został wprowadzony całkowity zakaz palenia tytoniu w miejscach publicznych. (rp.pl)
- W Chinach na rzece Jangcy zatonął statek pasażerski z 452 osobami na pokładzie, w wyniku czego zginęło pięć osób. (wp.pl)